# Milton Glaser
Milton Glaser (Bronx, 26 de junho de 1929 – Manhattan, 26 de junho de 2020) foi um designer gráfico norte-americano, conhecido na cultura popular principalmente por seu cartaz de Bob Dylan e pela campanha I Love New York.
Glaser estudou na Cooper Union entre 1948 e 1951 e continuou sua formação na Academia de Belas Artes de Bolônia com o pintor Giorgio Morandi. Em 1954, Glaser, junto com Reyonld Ruffins, Seymour Chwast, e Edward Sorel, fundaram o Pushpin Studios. Por vinte anos Glaser e Chwast dirigiram o Push Pin Studios, um referêncial que guiava o mundo design gráfico.
Em 1974 Glaser montou seu próprio escritório.
Ao longo da sua carreira Glaser teve um grande impacto na ilustração e design gráfico contemporâneo.
No Brasil em 1995, o escritório de design WBMG, de Walter Bernard & Milton Glaser, foi contratado para cuidar da reformulação gráfica do jornal O Globo.
Morreu em 26 de junho de 2020, no dia de seu 91º aniversário, em Manhattan, de acidente vascular cerebral e insuficiência renal.